# Lacera alope
Lacera alope är en fjärilsart som beskrevs av Pieter Cramer 1780. Lacera alope ingår i släktet Lacera och familjen nattflyn. Inga underarter finns listade i Catalogue of Life.

## Bildgalleri

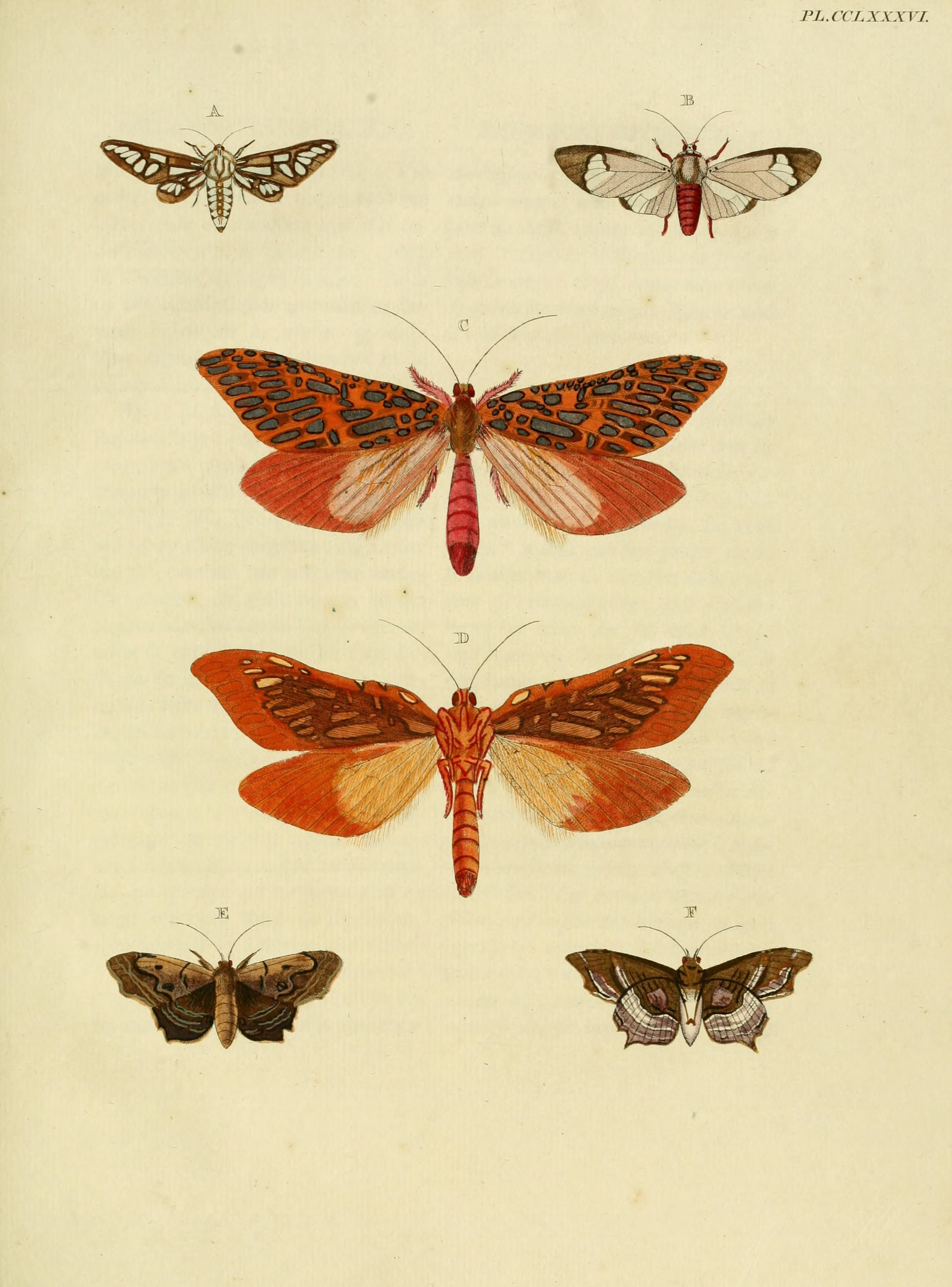